# Xiuladora cuanegra
La xiuladora cuanegra (Pachycephala melanura) és un ocell de la família dels paquicefàlids (Pachycephalidae).

## Hàbitat i distribució
Habita boscos, manglars i vegetació secundària al nord d'Austràlia, Arxipèlag de Bismarck i nord de les illes Salomó.